# Poljé de Posušje
Le poljé de Posušje (en bosnien, en croate et en serbe latin : Posuško polje) est un plateau karstique situé à l'ouest de la Bosnie-Herzégovine, dans la municipalité de Posušje. Il fait partie des Alpes dinariques.

## Géographie
Le poljé de Posušje s'étend sur 15,2 km2 ; sa longueur est de 13 km et sa largeur peut atteindre 3 km. Il s'élève entre 580 et 615 m d'altitude.
Les ruisseaux du Ružićki potok et du Drinapotok mêlent leurs eaux près du village de Tribistovo et forment alors la rivière Ričina qui parcourt le poljé, continue sa course sur le poljé de Vir puis se jette dans la rivière Suvaja sur le poljé d'Imotski. En automne, en hiver et au printemps, le poljé est fréquemment inondé.